# Giovanni Battista Ferrandini

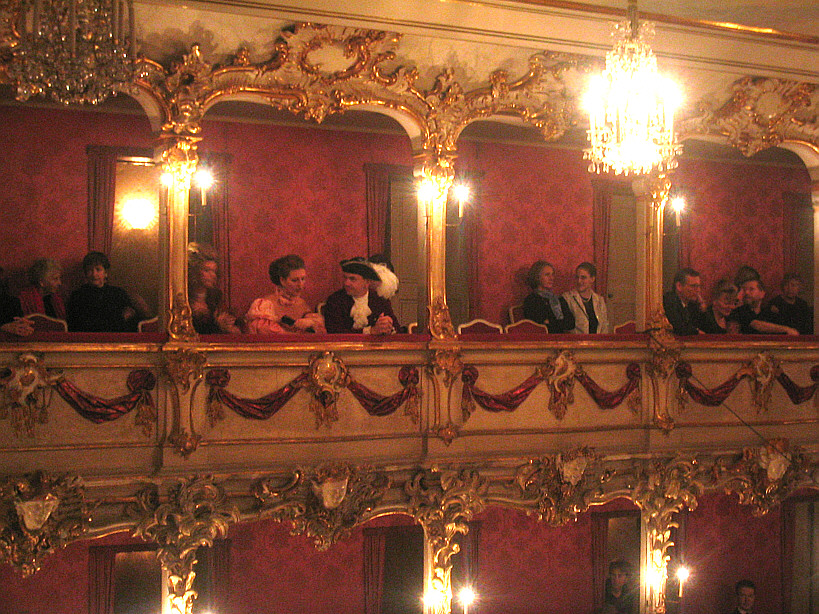
Interiorul vechiului Residenztheater, acum Teatrul Cuvilliés, care s-a deschis cu opera lui Ferrandini, Catone in Utica în 1753

Giovanni Battista Ferrandini (n. 12 octombrie 1709, Veneția, Republica Veneția – d. 25 noiembrie 1791, München, Electoratul Bavariei) a fost un compozitor italian al epocii baroce și clasice, s-a născut în Veneția, Italia și a murit la München, la vârsta de 81 de ani.
El a fost un copil minune și a intrat în serviciul Ducelui Ferdinand Maria Innozenz de Bavaria la vârsta de 12 ani ca un oboist. Nou construitul teatru al curții Bavareze (Vechiul Residenztheater, acum cunoscut sub numele de Teatrul Cuvilliés, după arhitect) din München deschis pe 12 octombrie 1753 cu opera lui Ferrandini, Catone in Utica.  O înregistrare a operei 250 de ani mai târziu, în același teatru este disponibilă (Oehms Classics OC 901).
În 1755 Ferrandini s-a retras la Padova, unde, în 1771, Wolfgang Amadeus Mozart și tatăl său, Leopold Mozart l-a vizitat.

## Opere, ediții și înregistrări
Opere
- Giordo, 1727
- Il Sacrifico Invalido, 1729
- Adriano in Siria, 1737
- Catone in Utica, 1753
- Muzica pentru încoronarea lui Carol al VII-lea, Împăratul Sfântului imperiu Roman de la Frankfurt 1742

Cantate
- Cantata Il pianto di Maria, 1739
- Cantate pentru Săptămâna Sfântă: O spettacolo pur troppo funesto. Ecco quel tronco (înregistrări: Elisabeth Scholl, Echo du Danube pe Accent Records, 2005)